# قلعه سرخ (جماعت)
قلعه سرخ  جماعت و شهرکی در کشور تاجیکستان است که در ناحیهٔ رشت ناحیه‌های تابع جمهوری قرار دارد. جمعیت این جماعت ۹۷۲۷ است.